# فزون‌گر پردازنده

توپولوژی کامپیوتر اکس۸۶ قدیمی. به اتصال FSB سی‌پی‌یو و Northbridge توجه کنید.

در رایانش، فُزون‌گر کلاک (یا فُزون‌گر پردازنده یا نسبت گذرگاه/هسته) اقدامات نسبت به سرعت کلاک داخلی پردازنده به کلاک خارجی ارائه‌شده را تنظیم می‌کند. یک پردازنده با فزون‌گری 10X، مقدار ۱۰ چرخه داخلی (تولید شده توسط مدار ضرب‌کننده فرکانس مبتنی‌بر حلقه قفل فاز PLL) برای هر چرخه ساعت خارجی را مشاهده می‌کند. به عنوان مثال، سیستمی با کلاک خارجی ۱۰۰ مگاهرتز و فزون‌گر کلاک ۳۶ برابری، کلاک پردازنده داخلی ۳٫۶ گیگاهرتز خواهد داشت. آدرس‌های خارجی و گذرگاههای داده CPU (اغلب به‌طور جمعی گذرگاه سمت-جلو (FSB) در زمینه رایانه شخصی نامیده می‌شود) همچنین از ساعت خارجی به عنوان پایه زمان‌بندی اساسی استفاده می‌کنند. با این حال، آنها همچنین می‌توانند از مضربی (کوچک) از این فرکانس پایه (معمولاً دو یا چهار) برای انتقال سریع‌تر داده‌ها استفاده کنند.